# Leopold I. Belgický
Leopold I., celým jménem Leopold Jiří Kristián Frederik (16. prosince 1790, Coburg – 10. prosince 1865, Laeken) se stal od 21. července 1831 prvním králem Belgičanů. Jde o zakladatele belgické linie sasko-kobursko-gothajské dynastie.
Roku 1825 odmítl nabídku stát se řeckým králem. V roce 1831 přijal nabídku belgického zákonodárného shromáždění, jímž byl zvolen 152 hlasy ze 196, aby se stal belgickým králem. O rok později se podruhé oženil a vzal si za ženu Luisu Marii Orleánskou. Roku 1839 nizozemský král Vilém I. uznal belgickou nezávislost na Nizozemí.

## Biografie

### Původ, mládí
Narodil se v Coburgu jako Leopold Jiří Kristián Frederik (nizozemsky Leopold George Christian Frederick; německy Leopold Georg Christian Friedrich), princ sasko-kobursko-saalfeldský, později princ sasko-koburský a gothajský, vévoda saský. Byl nejmladším synem Františka Bedřicha Antonína Sasko-Cobursko-Saalfeldského a hraběnky Augusty Reuss-Ebersdorfové a později se stal princem sasko-koburským a gothajským. Mimoto byl strýcem britské královny Viktorie jakož i jejího manžela Alberta.
Roku 1795 v dětském věku byl jmenován plukovníkem Izmailovského carského regimentu v Rusku. O sedm let později se stal generálmajorem. Když v roce 1806 napoleonští vojáci obsadili vévodství sasko-coburské, Leopold odešel do Paříže. Napoleon Bonaparte mu nabídl post pobočníka, Leopold ovšem nabídku odmítl. Naopak se rozhodl pro vojenskou kariéru v ruském carském jezdectvu. Agitoval proti Napoleonovi a vyznamenal se v bitvě u Chlumce v čele své jednotky kyrysníků. Roku 1815 dosáhl hodnosti generálporučíka v ruské carské armádě.

### Manželství, potomci
V únoru 1816 požádal britského prince regenta Jiřího a britský parlament o ruku jeho jediné dcery a dědičky, následnice britského trůnu, princezny Šarloty.

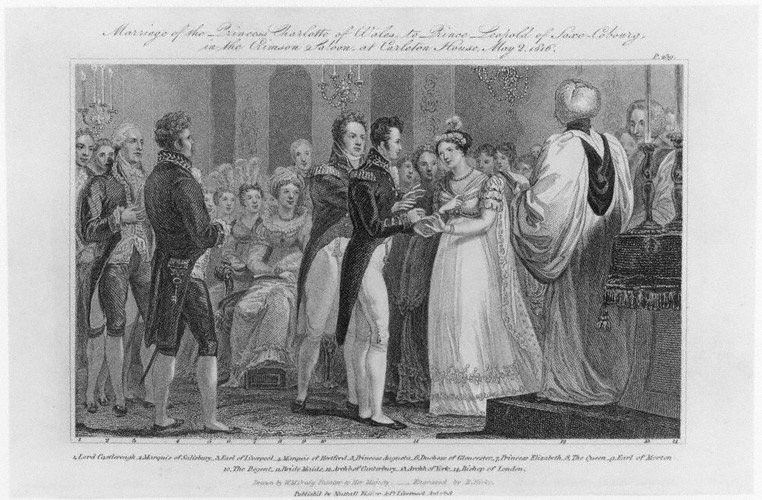
Svatba princezny Charlotty a prince Leopolda

Svatba se uskutečnila 2. května roku 1816 v Carlton House. Leopold byl jmenován britským polním maršálem a rytířem podvazkového řádu. Parlament mu stanovil důchod £50 000 per annum (ročně), který měl pobírat i v případě, že by jeho manželka zemřela dříve než on. Soudobé prameny popisují manželství jako šťastné a spokojené; Šarlota tvrdila, že její muž je „ideální v lásce“. Manželé sídlili v Claremont House, který dostali jako svatební dar od národa. Šarlota Augusta otěhotněla ihned po svatbě, v červenci však své první dítě potratila. Počátkem dalšího roku otěhotněla znovu. Třebaže na počátku svého těhotenství byla naprosto zdravá, neblahé lékařské postupy tehdejší doby – mezi jiným špatná životospráva a pouštění žilou vyústily v nebezpečně chatrný zdravotní stav. 3. listopadu 1817 u ní začaly porodní bolesti; po 50 hodinách, vyčerpaná a slabá, porodila 5. listopadu mrtvé dítě, syna. Ráno následujícího dne, 6. listopadu, princezna zemřela, v 21 letech, na následky fatálního poporodního krvácení. Pochována byla se svým dítětem u nohou v Kapli sv. Jiří na windsorském hradě.
Pokud by princezna Šarlota zůstala naživu, byla by se stala královnou Spojeného království po smrti svého otce a Leopold by, podobně jako později jeho synovec princ Albert, byl princem-manželem Velké Británie a nikdy by se nebyl stal králem Belgičanů. Navzdory skonu Šarloty Augusty mu 6. dubna 1818 princ regent Jiří udělil titul Královská výsost (Royal Highness) výnosem Order-in-Council. Na počest své první ženy dal Leopold jméno Charlotte své prvorozené dceři z druhého manželství, která se později stala císařovnou Charlottou Mexickou.
2. července roku 1829 se uskutečnila svatba pochybné platnosti (soukromý sňatek bez duchovních a bez veřejných ceremonií) s herečkou Caroline Bauerovou, jíž byl udělen titul Countess of Montgomery, sestřenkou jeho poradce Christiana Friedricha von Stockmara. „Manželství“ údajně skončilo roku 1831 a v následujícím roce, 9. srpna 1832, se Leopold na zámku Compiègne ve francouzském Compiègne oženil s francouzskou princeznou Luisou Marií Orleánskou, nejstarší dcerou budoucího francouzského krále Ludvíka Filipa a Marie Amálie Neapolsko-Sicilské.

## Král Belgičanů
Poté, co 4. října 1830 Belgie vyhlásila nezávislost na Nizozemí, Belgické národní shromáždění z několika kandidátů nakonec vybralo Leopolda, aby se stal králem nového státu. Byl zvolen 4. června a schválen a dne 26. července 1831 se stal „králem Belgičanů“. Přísahal věrnost ústavě před chrámem svatého Jakuba v paláci Coudenbergh v Bruselu 21. července 1831. Tento den se stal belgickým národním svátkem. Jules Van Praet se stal jeho osobním tajemníkem.

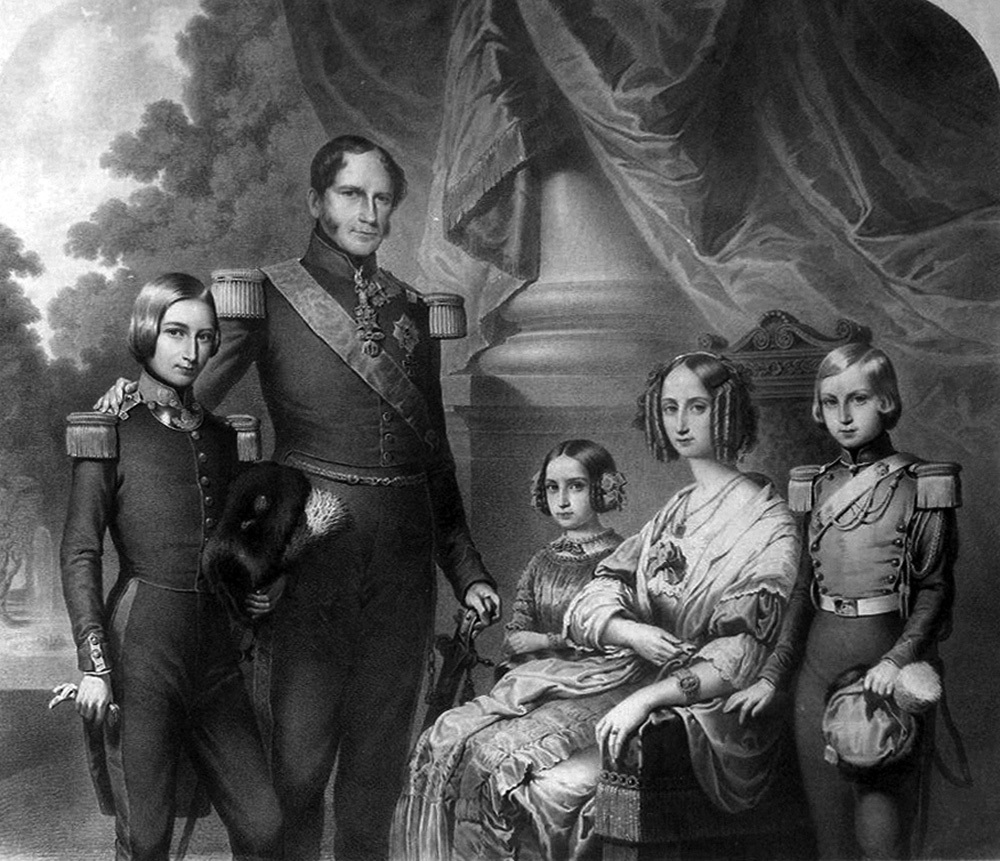
Král Leopold I., královna Louise-Marie, korunní princ Leopold, princ Filip, princezna Marie-Charlotte

O méně než dva týdny později, 2. srpna, Nizozemsko vojensky napadlo Belgii. Rozmíšky trvaly osm let, ale roku 1839 se obě země na londýnské konferenci dohodly na uznání nezávislosti Belgie.
Otevřením železničního spojení mezi Bruselem a Mechelenem 5. května 1835 se jedno z nejhlubších přání krále Leopolda — vybudovat první železnici v kontinentální Evropě — stalo skutečností.
Roku 1840 vystrojil svatbu své neteři, britské královně Viktorii, dceři své sestry princezny Viktorie Sasko-Cobursko-Saalfeldské, a svému synovci princi Albertovi Sasko-Coburskému a Gothajskému, synovi svého bratra Arnošta I., vévody Sasko-Coburského a Gothajského. Ještě před tím, než princezna Viktorie z Kentu nastoupila na trůn, jí pomáhal radami v dopisech, a po jejím nástupu na trůn byl jedním z lidí, kteří ji v počátcích panování silně ovlivnili.
Roku 1842 se neúspěšně pokusil o prosazení zákonů na regulaci ženské a dětské práce. V té době se však Evropou prohnala vlna revolucí po sesazení Leopoldova tchána, krále Ludvíka Filipa z francouzského trůnu roku 1848. Belgie zůstala, především díky jeho diplomatickým schopnostem, neutrální.
Roku 1816 se stal 649. rytířem Podvazkového řádu, roku 1835 947. rytířem Řádu zlatého rouna ve Španělsku a 35. nositelem Velkokříže Řádu věže a meče.
11. října 1850 ztratil další ženu v mladém věku, když královna Louisa Marie zemřela ve věku 38 let na tuberkulózu. Král sám zemřel dne 10. prosince 1865 v 11:45 v Lakenu. Je pohřben v královských katakombách chrámu Naší Paní na laekenském hřbitově v Bruselu v Belgii.

## Potomci
Všichni přeživší potomci Leopolda I. pocházeli z jeho třetího manželství s Luisou Marií Orleánskou. Pár měl čtyři děti; první syn však zemřel v útlém dětství:
- Ludvík Filip Belgický (24. července 1833 – 16. května 1834);
- Leopold (9. dubna 1835 – 17. prosince 1909), belgický král v letech 1865–1909, majitel Svobodného státu Kongo, ⚭ 1853 Marie Jindřiška Habsbursko-Lotrinská (23. listopadu 1836 – 19. února 1902)
- Filip (24. března 1837 – 17. listopadu 1905), flanderský hrabě ⚭ 1867 Marie Hohenzollernská (17. listopadu 1845 – 26. listopadu 1912)
- Charlotta (7. června 1840 – 19. ledna 1927) ⚭ 1857 Maxmilián (6. července 1832 – 19. června 1867), rakouský arcivévoda, budoucí mexický císař

Leopold měl další dva syny se svou milenkou Arcadií Meyer (rozenou Claret):
- George (1849–1904)
- Arthur (1852–1940)

Po Leopoldově smrti v roce 1862 oba nemanželští synové dostali titul svobodných pánů z Eppingovenu (Freiherr von Eppinghoven) a Arcadia se stala baronkou von Eppinghoven.

## Vývod z předků
|                     |                                             |  |                                |                                                          |  |  |  |  |  |  |  | Jan Arnošt IV. Sasko-Kobursko-Saalfeldský |
|                     |                                             |  |                                |                                                          |  |  |  |  |  |  |  |                                           |
|                     | František Josiáš Sasko-Kobursko-Saalfeldský |  |                                |                                                          |  |  |  |  |  |  |  |                                           |
|                     |                                             |  |                                |                                                          |  |  |  |  |  |  |  |                                           |
|                     |                                             |  |                                | Šarlota Johana Waldecko-Wildungenská                     |  |  |  |  |  |  |  |                                           |
|                     |                                             |  |                                |                                                          |  |  |  |  |  |  |  |                                           |
|                     | Arnošt Fridrich Sasko-Kobursko-Saalfeldský  |  |                                |                                                          |  |  |  |  |  |  |  |                                           |
|                     |                                             |  |                                |                                                          |  |  |  |  |  |  |  |                                           |
|                     |                                             |  |                                | Ludvík Fridrich I. Schwarzbursko-Rudolstadtský           |  |  |  |  |  |  |  |                                           |
|                     |                                             |  |                                |                                                          |  |  |  |  |  |  |  |                                           |
|                     | Anna Žofie Schwarzbursko-Rudolstadtská      |  |                                |                                                          |  |  |  |  |  |  |  |                                           |
|                     |                                             |  |                                |                                                          |  |  |  |  |  |  |  |                                           |
|                     |                                             |  |                                | Anna Žofie Sasko-Gothajsko-Altenburská                   |  |  |  |  |  |  |  |                                           |
|                     |                                             |  |                                |                                                          |  |  |  |  |  |  |  |                                           |
|                     | František Sasko-Kobursko-Saalfeldský        |  |                                |                                                          |  |  |  |  |  |  |  |                                           |
|                     |                                             |  |                                |                                                          |  |  |  |  |  |  |  |                                           |
|                     |                                             |  |                                | Ferdinand Albert I. Brunšvicko-Wolfenbüttelsko-Bevernský |  |  |  |  |  |  |  |                                           |
|                     |                                             |  |                                |                                                          |  |  |  |  |  |  |  |                                           |
|                     | Ferdinand Albrecht II. Brunšvický           |  |                                |                                                          |  |  |  |  |  |  |  |                                           |
|                     |                                             |  |                                |                                                          |  |  |  |  |  |  |  |                                           |
|                     |                                             |  |                                | Kristýna Hesensko-Eschwegská                             |  |  |  |  |  |  |  |                                           |
|                     |                                             |  |                                |                                                          |  |  |  |  |  |  |  |                                           |
|                     | Sofie Antonie Brunšvicko-Wolfenbüttelská    |  |                                |                                                          |  |  |  |  |  |  |  |                                           |
|                     |                                             |  |                                |                                                          |  |  |  |  |  |  |  |                                           |
|                     |                                             |  |                                | Ludvík Rudolf Brunšvicko-Wolfenbüttelský                 |  |  |  |  |  |  |  |                                           |
|                     |                                             |  |                                |                                                          |  |  |  |  |  |  |  |                                           |
|                     | Antonie Amálie Brunšvicko-Wolfenbüttelská   |  |                                |                                                          |  |  |  |  |  |  |  |                                           |
|                     |                                             |  |                                |                                                          |  |  |  |  |  |  |  |                                           |
|                     |                                             |  |                                | Kristýna Luisa Öttingenská                               |  |  |  |  |  |  |  |                                           |
|                     |                                             |  |                                |                                                          |  |  |  |  |  |  |  |                                           |
| Leopold I. Belgický |                                             |  |                                |                                                          |  |  |  |  |  |  |  |                                           |
|                     |                                             |  |                                |                                                          |  |  |  |  |  |  |  |                                           |
|                     |                                             |  | Jindřich X. Reuss z Ebersdorfu |                                                          |  |  |  |  |  |  |  |                                           |
|                     |                                             |  |                                |                                                          |  |  |  |  |  |  |  |                                           |
|                     | Jindřich XXIX. Reuss z Ebersdorfu           |  |                                |                                                          |  |  |  |  |  |  |  |                                           |
|                     |                                             |  |                                |                                                          |  |  |  |  |  |  |  |                                           |
|                     |                                             |  |                                | Erdmuta Benigna Solmsko-Laubašská                        |  |  |  |  |  |  |  |                                           |
|                     |                                             |  |                                |                                                          |  |  |  |  |  |  |  |                                           |
|                     | Jindřich XXIV. Reuss z Ebersdorfu           |  |                                |                                                          |  |  |  |  |  |  |  |                                           |
|                     |                                             |  |                                |                                                          |  |  |  |  |  |  |  |                                           |
|                     |                                             |  |                                | Wolfgang Dietrich Castellsko-Remlingenský                |  |  |  |  |  |  |  |                                           |
|                     |                                             |  |                                |                                                          |  |  |  |  |  |  |  |                                           |
|                     | Žofie Teodora Castellsko-Remlingenská       |  |                                |                                                          |  |  |  |  |  |  |  |                                           |
|                     |                                             |  |                                |                                                          |  |  |  |  |  |  |  |                                           |
|                     |                                             |  |                                | Dorotea Renata Zinzendorfská a Pottendorfská             |  |  |  |  |  |  |  |                                           |
|                     |                                             |  |                                |                                                          |  |  |  |  |  |  |  |                                           |
|                     | Augusta Reussová z Ebersdorfu               |  |                                |                                                          |  |  |  |  |  |  |  |                                           |
|                     |                                             |  |                                |                                                          |  |  |  |  |  |  |  |                                           |
|                     |                                             |  |                                | Jiří Albrecht II. z Erbachu-Fürstenau                    |  |  |  |  |  |  |  |                                           |
|                     |                                             |  |                                |                                                          |  |  |  |  |  |  |  |                                           |
|                     | Jiří August Erbašsko-Schönberský            |  |                                |                                                          |  |  |  |  |  |  |  |                                           |
|                     |                                             |  |                                |                                                          |  |  |  |  |  |  |  |                                           |
|                     |                                             |  |                                | Anna Dorotea z Hohenlohe-Waldenburgu                     |  |  |  |  |  |  |  |                                           |
|                     |                                             |  |                                |                                                          |  |  |  |  |  |  |  |                                           |
|                     | Karolína Ernestina Erbašsko-Schönberská     |  |                                |                                                          |  |  |  |  |  |  |  |                                           |
|                     |                                             |  |                                |                                                          |  |  |  |  |  |  |  |                                           |
|                     |                                             |  |                                | Ludvík Kristián ze Stolberg-Gedernu                      |  |  |  |  |  |  |  |                                           |
|                     |                                             |  |                                |                                                          |  |  |  |  |  |  |  |                                           |
|                     | Ferdinanda Henrietta ze Stolberg-Gedernu    |  |                                |                                                          |  |  |  |  |  |  |  |                                           |
|                     |                                             |  |                                |                                                          |  |  |  |  |  |  |  |                                           |
|                     |                                             |  |                                | Kristýna Eleonora Meklenburská                           |  |  |  |  |  |  |  |                                           |
|                     |                                             |  |                                |                                                          |  |  |  |  |  |  |  |                                           |